# Clermont, Florida
Clermont är en stad (city) i Lake County, i delstaten Florida, USA. Enligt United States Census Bureau har staden en folkmängd på 29 126 invånare (2011) och en landarea på 35,3 km².